# Рёгнвальд Брусасон
Рёгнвальд Брусасон (ок. 1010/1015 — ок. 1046) — ярл Оркнейских островов (1036—1046), племянник и соправитель Торфинна Сигурдссона.

## Биография
Единственный сын оркнейского ярла Бруси Сигурдссона (ум. 1030/1035), старшего брата и соправителя Торфинна Сигурдссона.
Братья Бруси и Торфинн, споря из-за удела умершего брата Эйнара Криворотого (ум. 1020), отправились на суд к норвежскому королю Олаву Харальдссону Святому. Ярлы Бруси и Торфинн признали себя вассалами норвежской короны, а взамен Олав Святой утвердил за ними их владения. Кроме своего удела, Бруси получил владение треть умершего брата Эйнара Криворотого, но взамен по требованию Олава Святого вынужден был оставить в заложниках при его дворе своего единственного сына Рёгнвальда.
«Сага об оркнейцах» сообщает об Рёгнвальде: «Волосы у него были пышные и золотистые, как шелк. Он скоро вырос и стал большим и сильным. Он был умен и знал, как вести себя при дворе конунга».
Рёнгвальд Брусасон был сторонником короля Олава Харальдссона Святого, на стороне которого он сражался в 1030 году в битве при Стикластадире. После поражения и гибели Олава Святого Рёгнвальд стал соратником его сводного брата, Харальда Сигурдссона. Рёгнвальд и Харальд с уцелевшими воинами бежали в Швецию, а оттуда перебрались в Киевскую Русь, где поступили на службу к великому князю киевскому Ярославу Мудрому. Вскоре Харальд Сигурдссон с дружиной отправился в Константинополь, а Рёнгвальд остался на службе у Ярослава Мудрого. В 1035 году вместе с Магнусом Добрым, сыном Олава Святого, Рёгнвальд вернулся в Норвегию.
В то время как Рёгнвальд находился за границей, когда его отец скончался. Его дядя Торфинн Сигурдссон стал управлять всеми Оркнейскими островами. Норвежский король Магнус Добрый пожаловал Рёгнвальду титул ярла, передал ему во владение две трети островов и три военных корабля. После своего прибытия на Оркнейские острова, Рёгнвальд отправил гонца к своему дядей Торфинну Сигурдссону, заявив о своих претензиях на удел своего отца Бруси Сигурдссона. Ярл Торфинн Сигурдссон, воевавший тогда с жителями Южных островов и ирландцами, согласился уступить племяннику Рёгнвальду Брусасону земли его отца (две трети островов). В течение восьми лет оркнейские ярлы Торфинн Сигурдссон и Рёгнвальд Брусасон, объединив свои силы, совершали грабительные рейды на Гебриды, побережье Шотландии и Англии.

Оркнейские и Шетландские острова, Гебриды и остров Мэн в XI веке

Тем не менее, в конце концов ярлы-соправители Торфинн и Рёггвальд поссорились и начали междоусобную борьбу за власть. Причиной их ссоры стал Кальв Арниссон, дядя Ингибьёрг Финнсдоттер, дочери Финна Арниссона и жены ярла Торфинна Сигурдссона. Кальв Арниссон прибыл из Норвегии с большой дружиной, спасаясь от короля Магнуса Доброго. Прибывание Кальва и его людей легло тяжелым бременем на казну Торфинна. Оркнейский ярл Торфинн Сигурдссон потребовал от Рёнгвальда Брусасона уступить ему треть ярлства, принадлежавшую ранее его брату Эйнару Криворотому. Рёгнвальд собрал совет, на котором принял решение не уступать своему дяде.
Ярл Торфинн Сигурдссон собрал большие силы и выступил в поход против своего племянника Рёгнвальда Брусасона, который вынужден был бежать в Норвегию, где обратился за помощью к королю Магнусу Доброму. Вскоре с сильным войском Рёгнвальд от отплыл из Норвегии на острова, чтобы вернуть себе владения. Вначале он высадился на Хьяльтланде, собрал там войско и отправился на Оркнейские острова, где еще увеличил свои силы. Ярл Торфинн Сигурдссон, который в то время находился в Кейтнессе, стал собирать силы в Шотландии и на Южных островах.
В морском сражении при Раудабьёрге Рёгнвальд Брусасон, командуя 30 кораблями, потерпел поражение от своего дяди и соперника Торфинна Сигурдссона. В самый разгар битвы норвежцы бросили Рёгнвальда и обратились в бегство. Сам ярл Рёнгвальд Брусасон также бежал в Норвегию к королю Магнусу Доброму. После своей победы ярл Торфинн Сигурдссон со своими воинами остался на Оркнейских островах, полностью подчинив их своей единоличной власти. Норвежский король благосклонно принял Рёгнвальда Брусасона и обещал весной оказать ему военную помощь в борьбе против дяди. Но Рёгнвальд не стал ждать весны и с одним кораблем в начале зимы отплыл на Оркнейские острова.
Ярл Рёгнвальд Брусасон прибыл на Хьяльтланд, где узнал, что его дядя Торфинн с небольшой дружиной находится на Оркнейских островах, не ожидая нападения. Тогда он устремился на Оркни и высадился на острове Хроссей, где проживал ярл Торфинн. Воины Рёгнвальда ночью окружили и подожгли дом, где находился ярл Торфинн и его воины. Однако Торфинн со своей женой Ингибьёрг смог вырваться из окруженного дома и бежал в Кейтнесс. Дом сгорел, а все, кто в нем находился, и кого не выпустили, погибли. Все думали, что ярл Торфинн погиб. После этого Рёгнвальд Брусасон подчинил своей власти все Оркнейские и Шетландские острова, а также Кейтнесс и Южные острова. Между тем Торфинн с несколькими сторонниками скрывался в Кейтнессе. Ярл Рёгнвальд Брусасон обосновался на острове Папей. Здесь на него внезапно напал его дядя Торфинн Сигурдссон. Последний окружил и поджог дом, где находился Рёнгвальд со своими воинами. Однако Рёгнвальд смог вырваться из окруженного дома, но дружинники Торфинна его настигли и умертвили.
Рёгнвальд был похоронен на острове Папей. «Сага об оркнейцах» говорит: «Каждый полагал, что среди оркнейских ярлов он был самый известный и способный. Многие оплакивали его смерть».
В XII веке оркнейский ярл Кали Кольссон получил имя «Рёнгвальд», потому что его мать Гуннхильд утверждала, что ярл Рёгнвальд Брусасон «самым лучшим ярлом на Оркнейских островах».